# Stosunki Unii Europejskiej z państwami Afryki subsaharyjskiej
Działania Unii Europejskiej w stosunku do Afryki Subsaharyjskiej odnoszą się przede wszystkim do:
- rozwiązywania konfliktów zbrojnych między- i wewnątrzpaństwowych
- ochrony praw człowieka, demokracji oraz rządów prawa
- pomocy w organizowaniu wolnych wyborów i ich obserwacja
- zwalczania biedy i ubóstwa

Zainteresowanie Unii regionem afrykańskim jest niewielkie i z tego powodu zwykle nie działa ona samodzielnie, lecz współpracuje z innymi organizacjami międzynarodowymi. Jej głównymi partnerami są ONZ i Unia Afrykańska. Zdarza się, że Wspólnota ogranicza się jedynie do ich wspierania. Realizując swoją politykę, Unia stosuje głównie wspólne stanowiska, wspólne działania oraz oświadczenia i deklaracje polityczne.
Unia wspiera misje pokojowe w Afryce, jednak nie wysyła tam własnych sił. Stara się rozwiązywać konflikty drogą dyplomatyczną, co jest powodem niskiej skuteczności tych działań, nie wspomagana pomocą wojskową. Unia Europejska udziela również finansowej pomocy organizacjom międzynarodowym (np. Fundusz Pokojowy OJA w 1998 r. otrzymał 1 mln USD) i wspiera mechanizm antykryzysowy Wspólnoty Gospodarczej Państw Afryki Zachodniej. W 1996 r. UE wysłała w region Wielkich Jezior Afrykańskich specjalnego wysłannika który ma współdziałać z Organizacja Narodów Zjednoczonych i Organizacja Jedności Afrykańskiej, by pokojowo rozwiązywać konflikty. Od 2007 r. jest nim Holender Roland van de Geer.
W 2003 r. Unia, działając na podstawie rezolucji Rady Bezpieczeństwa ONZ, po raz pierwszy wysłała do Afryki misję wojskową. Liczyła ona około 1800 żołnierzy i miała ona wspomagać kontyngent MONUC w rejonie Wielkich Jezior do czasu aż został on wzmocniony. Innym działaniem w Demokratycznej Republice Konga było utworzenie Misji Policyjnej w Kinszasie, której zadaniem jest pomoc w tworzeniu kongijskiej policji oraz ochrona państwa. Od 2005 r. działa także misja doradztwa i pomocy w reformowaniu sektora bezpieczeństwa, która wspiera władze w respektowanie praw człowieka i poszanowania demokracji. Od lipca do listopada 2006 r. w Kongu działała również wojskowa operacja UE, pomagająca siłom pokojowym ONZ nadzorować wybory.
Duży wpływ na kształt działań UE w Afryce ma Komisja Europejska, która decyduje stosowaniu środków gospodarczych. Na kraje nie przestrzegające praw człowieka lub toczące wojny, nakładane są sankcje w postaci embarg, w szczególności tych dotyczących handlu bronią. W odniesieniu do krajów starających się zaprowadzać pokój i demokrację, UE stosuje natomiast pozytywne środki ekonomiczne – pomoc humanitarną i przywileje handlowe.
Skuteczność działań UE, do tej pory niewielka z uwagi na ograniczanie się do dyplomacji prewencyjnej, zwiększyła się w 2003 r., gdy zaczęto prowadzić misje petersberskie. W ich ramach np. misja Unii Afrykańskiej w Sudanie otrzymała wsparcie techniczne i logistyczne. W 2005 r. państwa UE wysłały w rejon Darfuru także obserwatorów i planistów, by wspomóc działania stabilizacyjne. W następnych latach Unia jeszcze kilkukrotnie podejmowała dalsze uchwały zwiększające wsparcie dla misji w Sudanie, m.in. decydując o współpracy z tamtejszą policją oraz NATO. Przeznaczyła również 15 mln euro na pomoc misji UA w Somalii.
Duże znaczenie w dalszym kształtowaniu się wzajemnych stosunków miał mający miejsce w dniach 3–4 kwietnia 2000 r. w Kairze pierwszy szczyt UE-Afryka. Podkreślono na nim potrzebę budowy strategicznego partnerstwa obu regionów oraz uzgodniono plan działania, który zawierał:
- integrację Afryki ze światową gospodarką
- umacnianie demokracji i rządów prawa oraz ochronę praw człowieka
- budowa pokoju i zapobieganie konfliktom
- walkę z biedą i rozwój gospodarczy
- spotkania głów państw i szefów rządów państw obu regionów w celu kontynuacji współpracy

UE i Afryka dokonują również spotkań na szczeblu ministerialnym. Na pierwszym z nich 10 października 2001 r. w Brukseli przedstawiciele UA oraz trójki UE wspólnie potępili zamachy terrorystyczne z 11 września. Na drugim zaś, 28 listopada 2002 r. w Ouagadougou w Burkina Faso przyjęto deklarację potępiającą terroryzm we wszystkich formach oraz przygotowano plan działania dotyczący walki z handlem ludźmi. Unia Europejska również przedstawiła wówczas dokument o nazwie Platforma przyszłych stosunków między Afryką a UE, który zapowiadał podjęcie szerokiej współpracy obu regionów. Ponadto UE zadeklarowała w nim, że będzie traktować UA jako głównego reprezentanta Afryki.
Na rok 2003 planowano drugi szczyt UE-Afryka, jednak był on w różnych względów odkładany. 15 maja tego samego roku w Atenach odbyło się spotkanie państw UE nt. rozwoju Afryki. Uzgodniono na nim zwiększenie wkładu Unii w działania na jej terenie i sformułowano zalecenia, według których Wspólnota miała dalej postępować.
W 2005 r. Rada Unii Europejskiej przyjęła dokument, nazwany później Strategia dla Afryki. Nie jest on wspólną strategią, lecz pierwszym programem działania odnoszącym się do Afryki. Zawiera on postanowienia dotyczące:
- współpracy z UA i poszczególnymi państwami w celu budowania pokoju oraz walki z terroryzmem i handlem bronią.
- pobudzania wzrostu gospodarczego
- rozwoju edukacji i ochrony zdrowia
- ochrony praw człowieka[3]